# Quenya
Quenya er et sprog, der er opfundet af J.R.R. Tolkien. Quenya anvendes i Tolkiens værker som et sprog, elverne taler. Ifølge Tolkiens beskrivelse er sproget udviklet at Højelverfolket, som var den del af elverfolket der nåede til Valinor. De havde tidlige talt det samme sprog som de elvere der var blevet tilbage. Vanyarne og Noldorene talte begge quenya, men med mindre forskelligheder som dog ikke gjorde sprogene uforståelige for de to grene af elvere. Da elverne kom til Valinor begyndte Valarne også at tale sproget og byggede på det med dele af deres eget sprog, disse tilføjelser er oftere forekommende i Vanyarnes version af sproget end i Noldorenes. Grunden til dette er formentlig at Vanyarene bibeholdt et godt forhold til Valarne. Den tredje gren af elvere er Teleri. Deres sprog, teleri, er meget tæt forbundet med quenya. Nogle har endda foreslået at det blot var endnu en dialekt af quenya, hvilket ville være plausibelt ud fra et lingvistisk synspunkt, men forkert ud fra et historisk. Sprogene deler ikke en fælles historie, men minder meget om hinanden.
Quenya er sammen med Sindarin et af de mest omfattende sprog Tolkien lavede. I Tolkiens fiktion er Quenya beslægtet med Sindarin, men ældre. Det bruges af Midgårds elvere som et ceremonielt sprog, mens Sindarin er det mest udbredte talesprog idet quenya blev forbudt som talesprog i store dele af Midgård på et ret tidligt tidspunkt.
Quenya har i Ringenes Herre en funktion der nogenlunde tilsvarer den latin havde i middelalderens Europa.
Elversprogene skrives typisk i tengwar, om end et ældre skriftsprog kaldet sarati også blev benyttet.

## Grammatik
Quenyas substantiver
På quenya er der ingen ubestemt artikel (da. en/et), man bruger bare selve ordet. Den bestemte artikel er et selvstændigt 'i', både i singularis, dualis og pluralis. Dualis bliver ikke brugt meget på Quenya, men findes ikke desto mindre. Den bliver skabt ved, i ord med et 't' eller 'd' i, at sætte endelsen -t/-et på. Pluralis bliver skabt ved endelsen -r (når ordet ender med en vokal, bortset fra ë (det gælder ikke ië, da det regnes for en diftong), eller -i (hvis ordet ender med en konsonant).
Eks:
Orco (ork) > orcor (orker)
Lótë (blomst) > lóti (blomster)
Aiwë (fugl) > Aiwet (et par fugle)
Ejefald (Genitiv)
Der er to former for ejefald i Quenya:
Den ene handler om bånd mellem ting, f.eks. 'farens søn' eller 'kongens land' og dele af noget. I singularis og dualis dannes denne genetiv med endelsen -o, og i pluralis med endelsen -on.
Den anden handler om ejerskab, karakteristika eller materielet, noget er bygget op af. Den dannes i singularis og dualis med endelsen -va(hvis ordet ender med vokal) -wa (hvis det ender med konsonant). I pluralis dannes det med endelsen -iva, som sættes på ordet i singularis.
Eks:
Krigernes heste > I roccor mahtariva
Dativ
Dannes i singularis med -n/-en.
I dualis med -nt
Og i pluralis med -in, der sættes på ordet i ental. Og hvis det ender på en vokal, fjernes den.
Allativ
Betyder 'til' et sted.
I singularis dannes den med -nna/-enna, eller hvis ordet ender med -n er det bare -na
I dualis og pluralis sættes endelsen til det normale ord (i ental). Men i dualis er endelsen -nta eller (muligvis, man ved det ikke)-unta ved ord der har dualis med 'u' endelse.
I pluralis er endelsen -nnar/-innar.
Ablativ
Betyder 'fra' et sted.
Singularis -llo/-ello
Dualis -lto/-ulto
Pluralis -llon/-illon ('n'et kan måske være et 'r')
Lokativ
Betyder 'i' eller indimellem 'på' et sted. Den kan også bruges om et sted i tid.
Singularis -ssë/-essë
Dualis -tsë/(kendes ikke, men måske -utsë)
Pluralis -ssen/-issen
Instrumentalis (Instruktiv)
Man bruger instrumentalis til at udtrykke, 'med hvad' (jeg slog ham 'med fuglen') man gør noget, eller hvem der gjorde noget (træet blev fældet 'af mig').
Singularis -nen/(kun hvis ordet ender på andet end -n eller -r)-enen
Dualis -nten/(måske)-unen
Pluralis -inen
Quenya's adjektiver
Tillægsordene på quenya kommer normalt før ordet, de beskriver, og ændrer endelse, alt efter om det er en eller flere ting, der er tale om.
Flertals-endelser:
-ë (når tillægsordet normalt ender på 'a')
-ië (når tillægsordet normalt ender på 'ëa')
-i (når tillægsordet normalt ender på 'ë')
På quenya er der intet verbum for 'at være', så hvis man skal sige 'Blomsten er smuk' bruger man i stedet 'ná' (i ental) eller nar (i flertal). Ná kan derudover få endelser alt efter person (1. person, 2. person osv.)
Altså:
Blomsten er smuk > I lótë ná vanima
Blomsterne er smukke > I lóti nár vanimë
Man er ikke sikker på hvordan tillægsordenes grader er, men ved 2. grad (komparativ) kan man bruge 'lá', som svarer til engelsk 'beyond'. 3. grad (superlativ) regner man med skabes med prefixet an-. Hvis ordet normalt starter med l, r, s eller m, bliver det derimod til hhv. al-, ar-, as- eller am-.
Quenya's verber
Nutid (og infinitiv/navnemåde)
Der er to nutidsformer på quenya, som svarer til engelsk 'is eating' og 'eats' (som også bruges som infinitiv på Quenya):
På quenya ender de fleste verber normalt på -a eller en konsonant.
1. form
Verber, der ender på en konsonant, danner nutid ved at forlænge den grundlæggende vokal og sætte et -a på ordet.
Verber, der ender på -a, ændrer i stedet 'a'et til ëa.
Eks:
Mat (eat) > mátë (is eating)
Anta (give) > antëa (is giving)
I flertal bliver der sat et ekstra -r på.
2. form
Verber, der ender på en konsonant, danner den anden form, ved at sætte et -ë ind. hvis der sættes mere på ordet (f.eks. en personendelse) ændres 'ë'et til et 'i'. Verber, der ender på -a beholder deres form.
Eks:
Mat > matë (eats)
Anta > anta (gives)
Også her dannes flertal med -r:
Et par troldmænd spiser brød > Saironet matir masta
Datid (Imperfektum)
Ved A-verber og verber der ender med -r, -m eller -n sættes -në på.
Ved verber med -l, sættes -lë på.
Ved verber der ender med -p, bliver 'm' sat ind foran 'p'et og -ë bliver sat sidst.
Ved verber med andre konsonanter, bliver 'n' sat ind foran konsonanten og 'ë' bliver sat sidst.
Flertal dannes med -r til sidst.
Fremtid (Futurum)
A-verber mister det sidste -a og får endelsen -uva
Konsonant-verber får bare endelsen -uva
Anta > Antuva (vil spise)
Endnu engang er flertal med -r
Bydeform (Imperativ)
Bydeform dannes ved at sige 'á' foran verbet i sin normale form.
Førnutid (Perfektum)
A-verber mister 'a'et, og hvis der er flere vokaler (f.eks. 'harya') mister den også resten.
Det her er lettest med en eksempel-agtig ting:
Mel (elske)
1. Ændr endelsen > melië
2. Kopier grundvokalen og sæt den på starten > emelië
3. Forlæng grundvokalen (det sker ikke altid) > emélië (har elsket)
Lang tillægsform (Presens Participium)
Dannes ved at sætte suffixet -lá/alá på verbet og forlænge grundvokalen
Der dannes ikke flertal ved lang tillægsform. Altså intet -r denne gang...
Kort tillægsform (Perfektum Participium)
Ved A-verber og verber der ender med -c, -t eller -p, bliver kort tillægsform lavet ved at sætte -ina på.
Ved ord der ender på 'l' sættes -da på
Ved ord der ender på andre konsonanter, sættes -na på
Flertal dannes med at ændre det sidste 'a' til et 'ë'
Personlige stedord (Pronominer)
På quenya er personlige subjekter (jeg, du, ham osv.) oftest sat på endelsen af verbet.
Ental:
1. person: -n/-nyë
2. person: -l/-lyë
3. person: -s/(den lange form kendes ikke, men nogle mener det er -ryë)
Flertal:
1. person: -lvë ('vi' med dem, der tales til)
```
-lmë ('vi' uden dem, der tales til)
```

```
-mmë ('vi', hvor det ikke vides om det er med, uden eller begge dele)
```

3. person: -ntë (subjekt)
```
-t (objekt)
```

Den korte form er den mest brugte, men skal man sige f.eks. 'Jeg spiser dig', bruges den lange form, hvorpå der er sat objektets person: 'Matinyel' (inde i ord forsvinder dobbeltprikkerne)
Ejestedord (Possessive Pronominer)
Ejestedordene er også sat på endelsen af ordet.
Ental:
1. p. -nya/-inya
2. p. -lya/-elya
3. p. -rya/-erya
Flertal:
1. p. -lva/-elva (med)
-lma/-elma (uden)
-mma/-emma (begge)
3. p. -nta/-enta
Endelser for kasus bliver sat bag ejestedordssuffixerne.
Relative Pronominer
Der er i quenya to ord for 'der' og 'som'. Det er 'i' og 'ya', men 'i' bliver kun brugt, hvis der ikke skal sættes en endelse på, ellers bliver 'ya' brugt.
'Ya's endelser:
Nominativ: ya/yar (ental/flertal)
Genitiv 1: yo/yaron
Genitiv 2: yava/yaiva
Dativ: yan/yain
Allativ: yanna/yannar
Ablativ: yallo/yallon
Lokativ: yassë/yassen
Eks:
Manden, som du går til, er ond > I nér, yanna lelyal, ná úmëa
Tal
Tallene fra et til ti og ordenstallene fra et til ti:
Minë/Minya (et)
Atta/Attëa (to)
Neldë/Neldëa (tre)
Canta/Cantëa (fire)
Lempë/Lempëa (fem)
Enquë/Enquëa (seks)
Otso/Otsëa (syv)
Tolto/Toltëa (otte)
Nertë/Nertëa (ni)
Cainen/Cainëa (ti)